# Lasioglossum kansuense
Lasioglossum kansuense är en biart som först beskrevs av Blüthgen 1934.  Lasioglossum kansuense ingår i släktet smalbin, och familjen vägbin. Inga underarter finns listade i Catalogue of Life.